# Anton Käppler

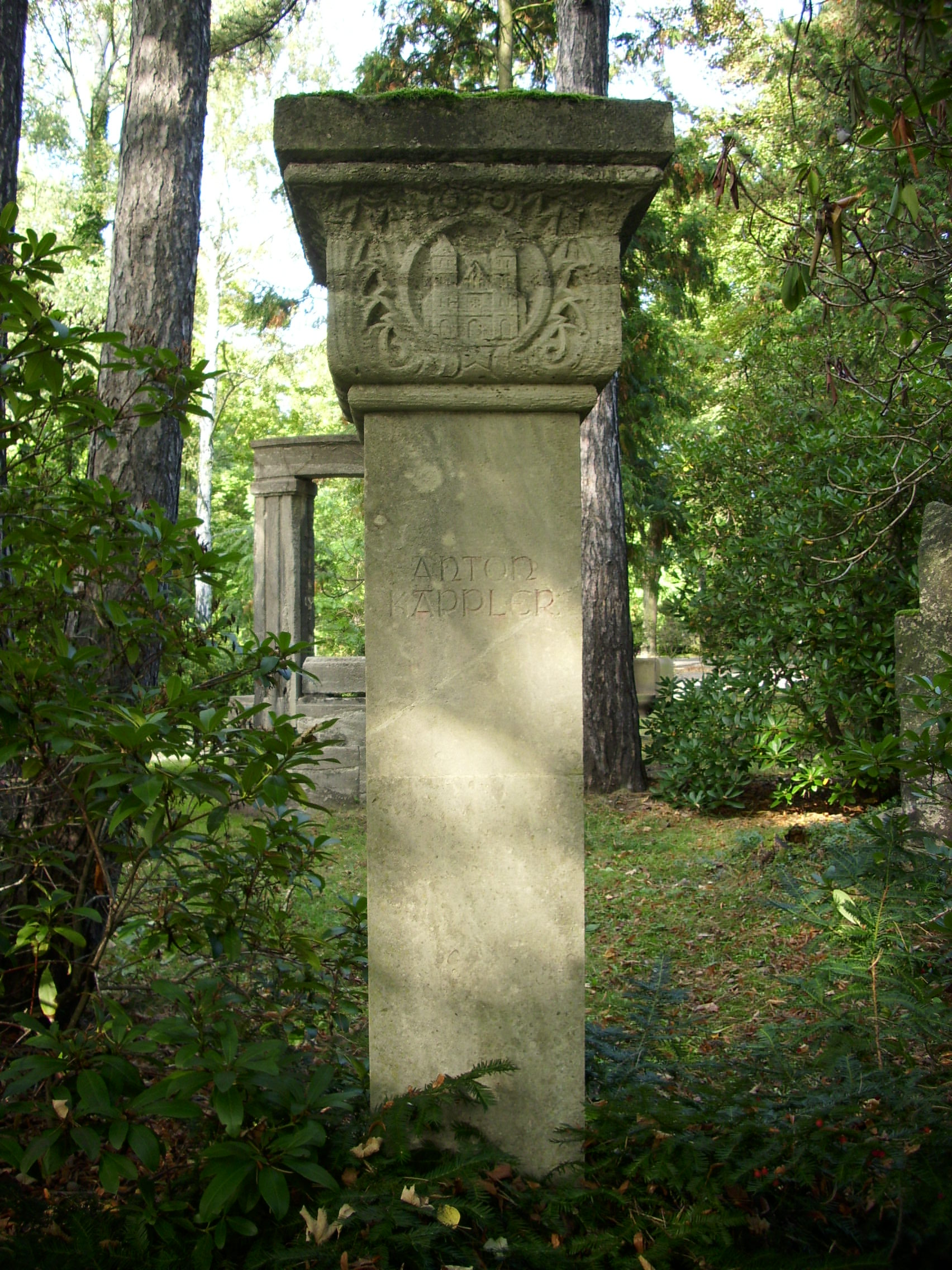
Käpplers Grabstein auf dem Leipziger Südfriedhof (gestaltet von Max Alfred Brumme)

Anton Käppler (* 13. Oktober 1856 in Pegenau; † 30. April 1928 in Leipzig) war ein deutscher Architekt, der ab 1880 in Leipzig lebte und arbeitete.

## Leben
Anton Käppler studierte an der Dresdner Baugewerkschule und an der Technischen Hochschule Dresden. Er ließ sich 1880 in Leipzig nieder. Dort arbeitete er zeitweise mit Georg Weidenbach zusammen. Er gehörte bis 1918 fast 20 Jahre der Leipziger Stadtverordnetenversammlung an.
Käppler war Mitglied des Vereins Leipziger Architekten, des Bundes Deutscher Architekten (BDA), des Leipziger Künstlervereins und der Allgemeinen Deutschen Kunstgenossenschaft. Er trug den Ehrentitel Baurat.

## Werk
zusammen mit Georg Weidenbach von 1886 bis ca. 1890
- 1886–1888: Gesellschaftshaus der Casino-Gesellschaft in Chemnitz, Theaterstraße (zerstört)
- 1887–1888: Hôtel National (ab 1913 Parkhotel) mit Festsaal-Anbau in Fürth, Weinstraße (heute Rudolf-Breitscheid-Straße, mehrfach verändert, 2013 gegen Proteste abgerissen)
- 1887–1889: Umbau der Kirche in Radeberg

ab ca. 1890
Zu den Werken Käpplers gehören mehrere Heilanstalten und Krankenhausgebäude, zum Beispiel der Lindenhof in Coswig, das Sanatorium in Neckargemünd, das Sanatorium für Nervenkranke und das Wohnhaus von Rudolf Götze in Naunhof (1900) oder auch Erweiterungsbauten für das Johannishospital in Leipzig.
Mit Max Pommer entwarf und baute er 1902/1903 Wohnhäuser in Leipzig (bekannt als Gartenstadt Alt-Lößnig), die Ende der 1990er Jahre aufwändig saniert wurden.
Als sein Hauptwerk gilt das 1906–1908 in Leipzig im Stil der italienischen Spätrenaissance errichtete (ehemalige) Verwaltungsgebäude der Leipziger Lebensversicherungsgesellschaft a.G. (Alte Leipziger) (Dittrichring 21), das seit 2002 von der Hochschule für Musik und Theater Felix Mendelssohn Bartholdy genutzt wird. 1907/1908 errichtete er mit Richard Hoffmann in der Formensprache der deutschen Neuromanik die Liebfrauenkirche in Leipzig-Lindenau. Für den Zoologischen Garten Leipzig entwarf Käppler zwischen 1909 und 1913 mehrere Gebäude, darunter das Aquarium, das Terrarium und das Große Hirschhaus. Für die Internationale Baufach-Ausstellung 1913, bei der er auch Mitglied des Festausschusses war, entwarf Käppler das Trocadero-Gebäude im Vergnügungspark. 1923/1924 erbaute Käppler nach Entwürfen von Carl Crämer und Oskar Pusch die Halle 9 (heute Halle 12 bzw. Sowjetischer oder Russischer Pavillon) auf dem Gelände der Technischen Messe in Leipzig.

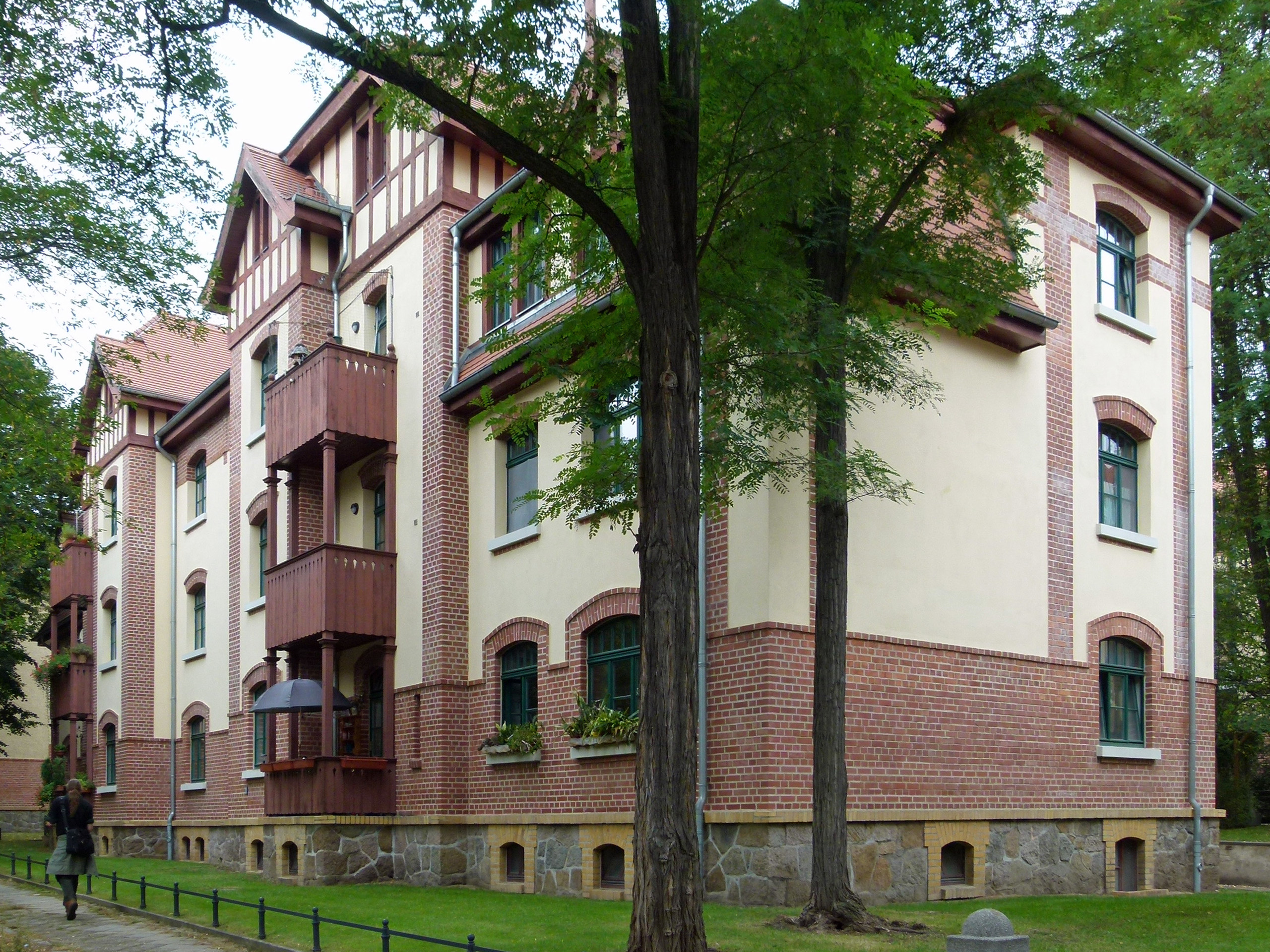
Haus in der Gartenstadt Alt-Lößnig
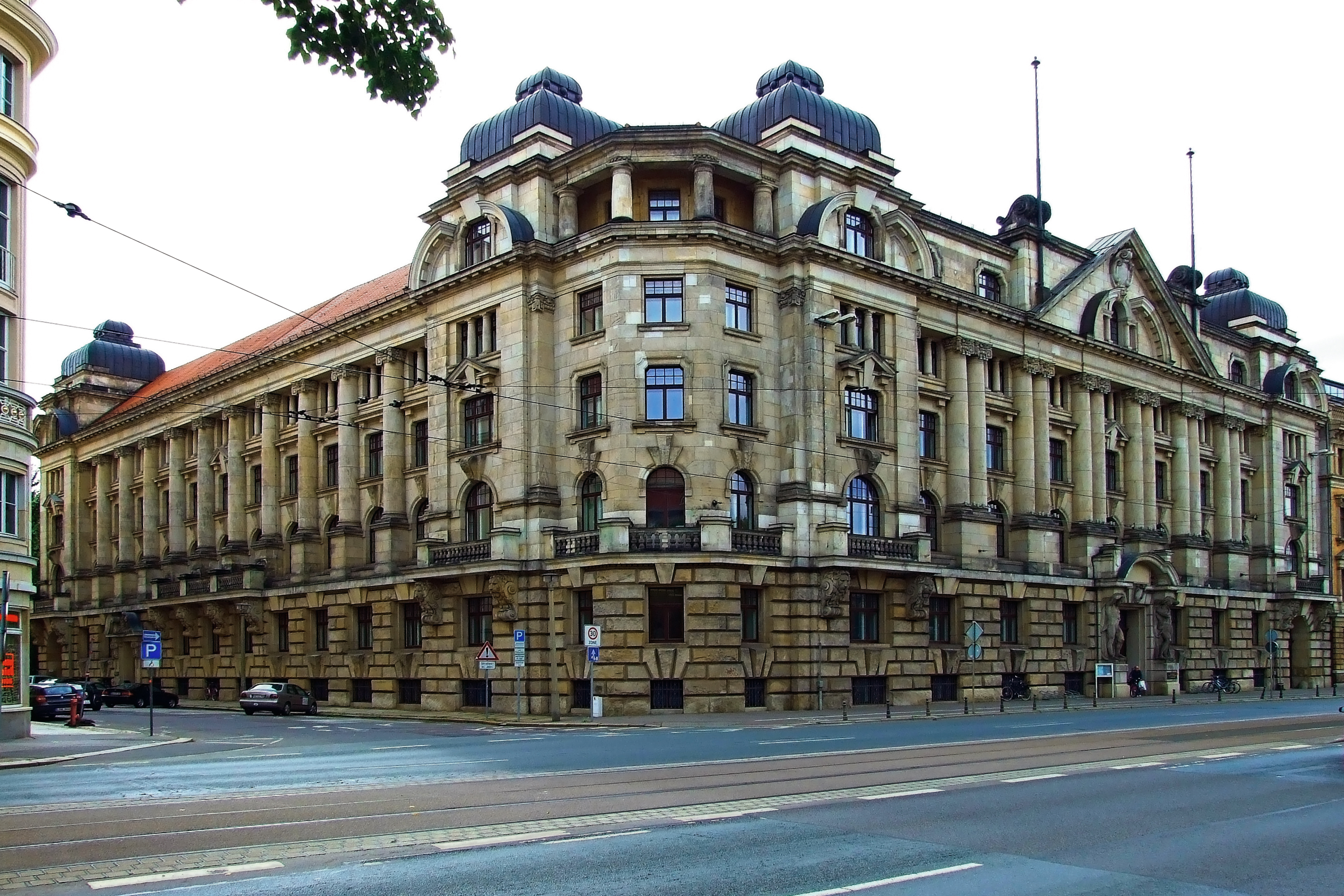
Gebäude der ehemaligen Alten Leipziger
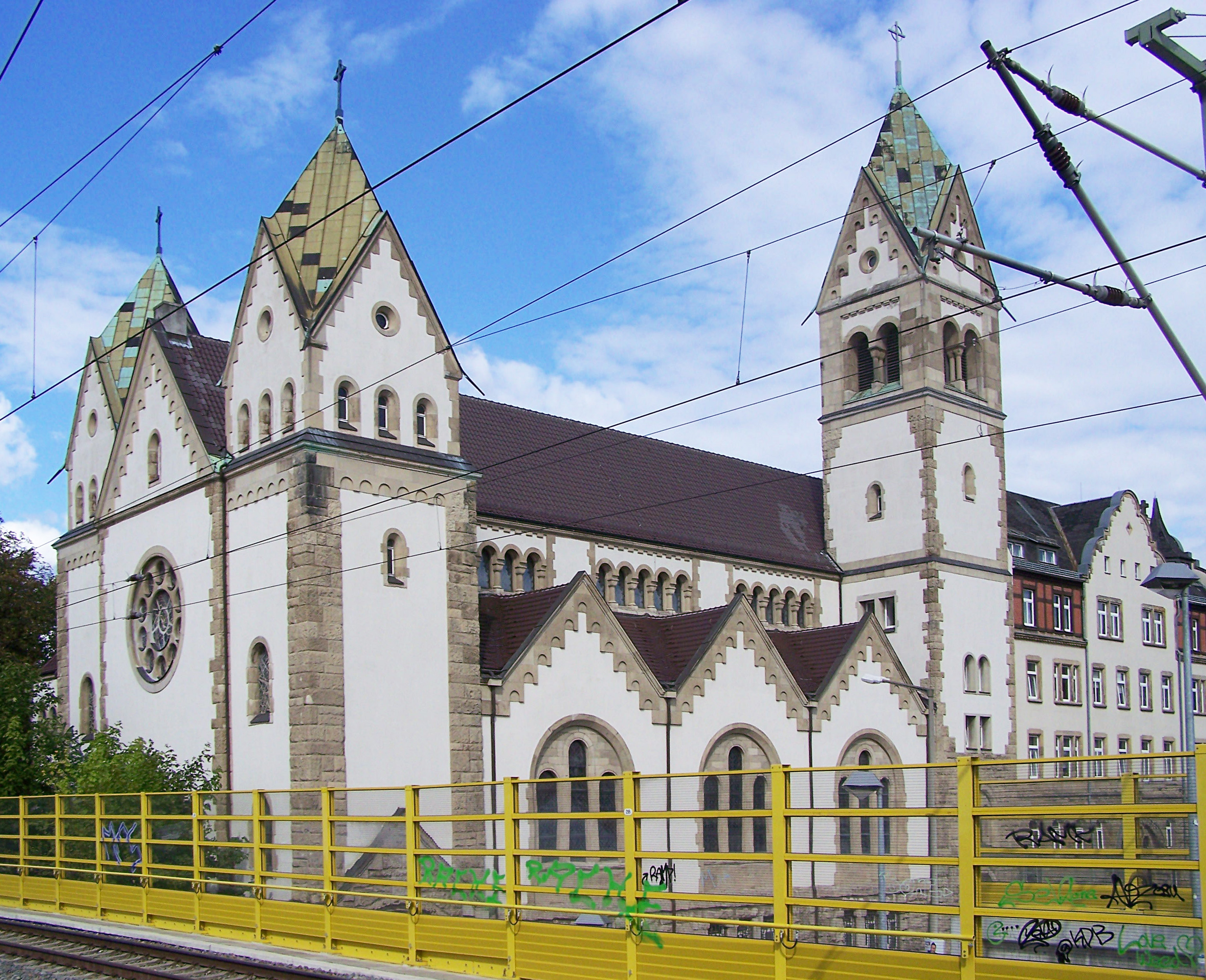
Liebfrauenkirche in Leipzig-Lindenau
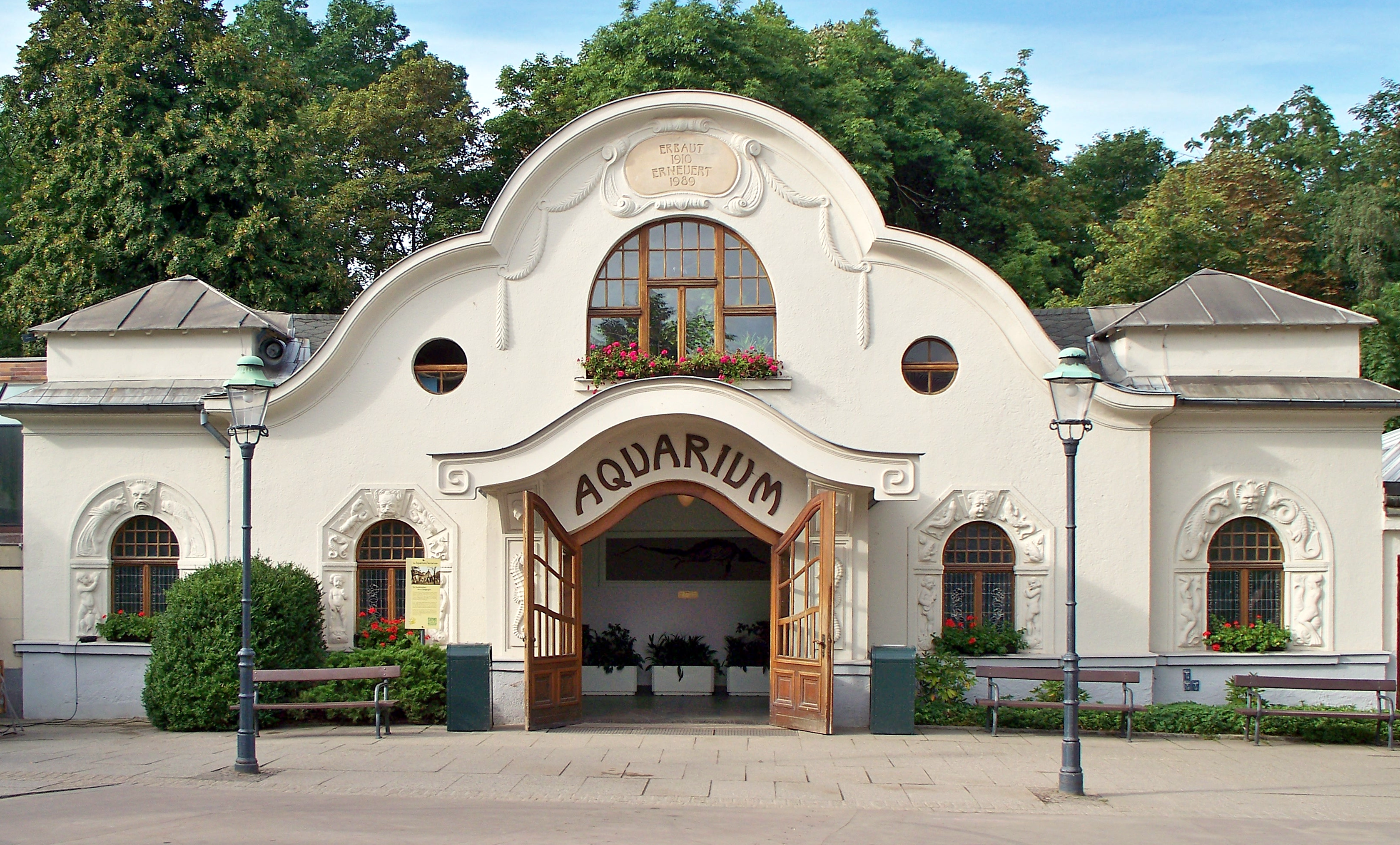
Eingangsbereich des Aquariums im Leipziger Zoo
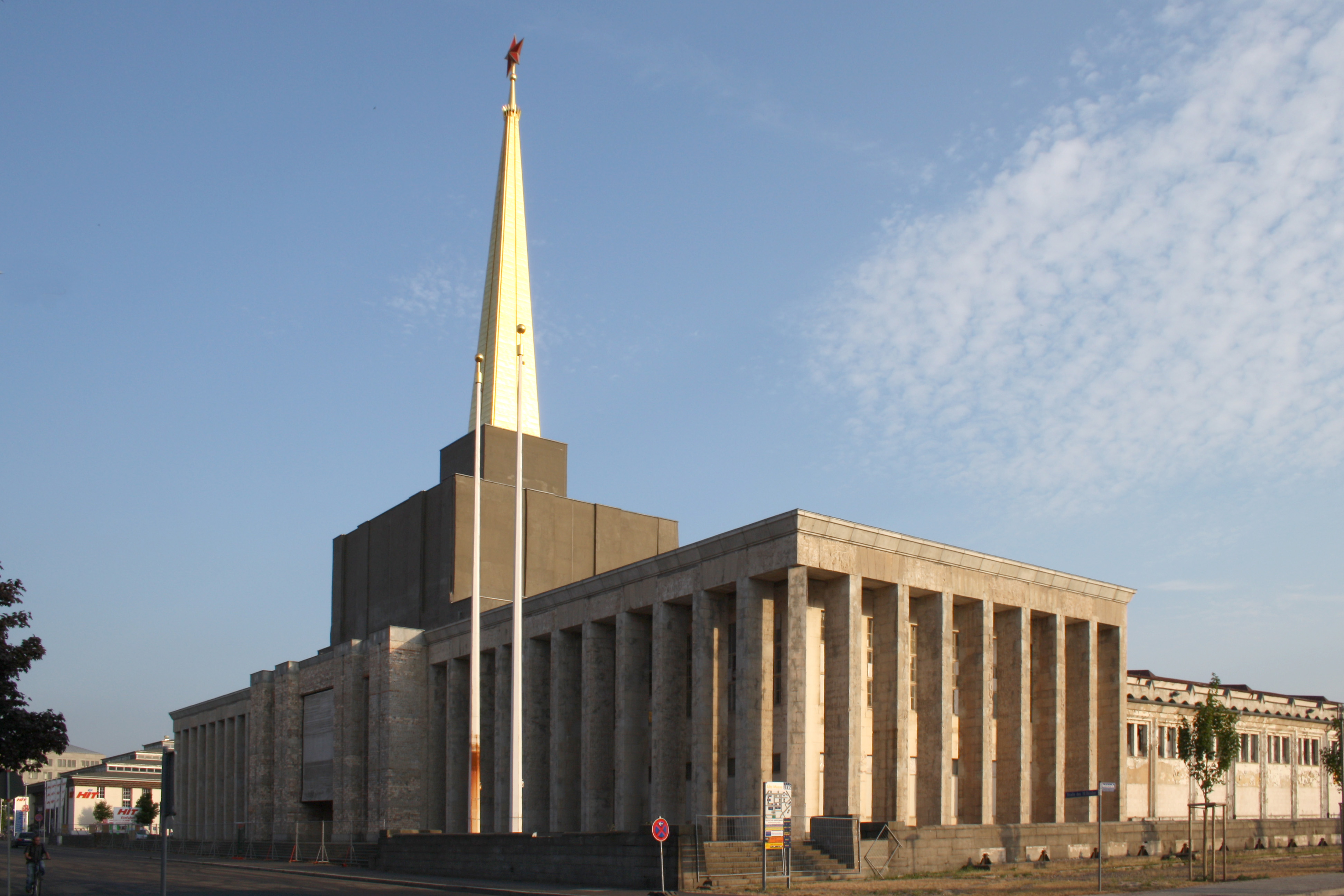
Messehalle 12 nach Umbau zum Sowjetischen Pavillon